# Pavona dilatata
Espèce
Pavona dilatata est une espèce de coraux de la famille des Agariciidae.

## Taxonomie
Pour plusieurs sources, dont le World Register of Marine Species, ce taxon est invalide et lui préfèrent Pavona danai Milne-Edwards, 1860.

## Publication originale
- Nemenzo & Montecillo, 1985 : Philippine stony corals: II. Some more corals from Arangas Islet. The Philippine Scientist, vol. 22, pp. 157-167 (en).